# Strichmuster

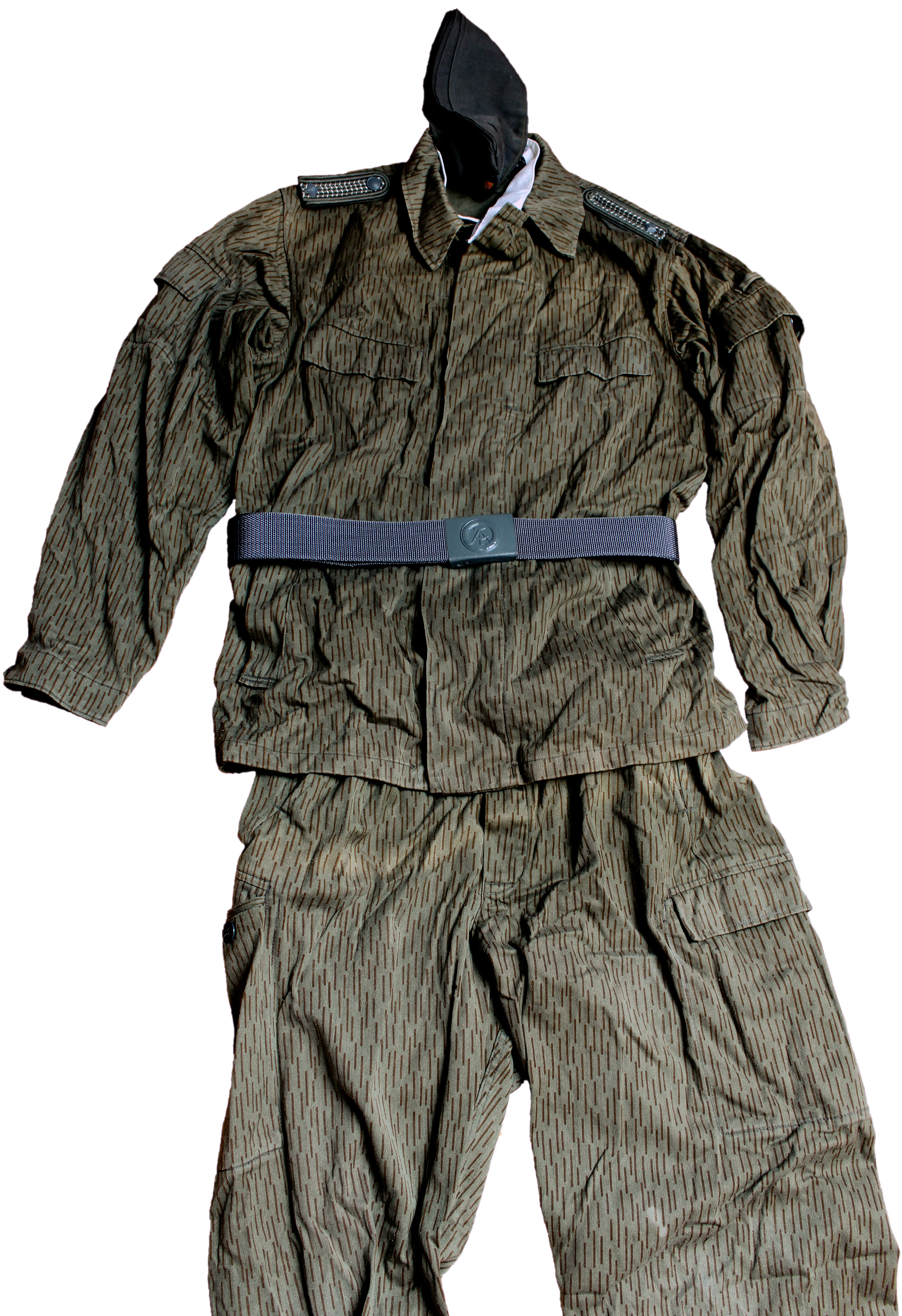
Umundurowanie żołnierza NVA w kamuflażu Strichmuster

Strichmuster (Strichtarn, pol. deszczyk) – przepisowy kamuflaż Nationale Volksarmee w latach 1965-1990. Zastąpił używany do tej pory kamuflaż Flächentarnmuster.
Jest to kamuflaż dwukolorowy. Na szarozielonym lub zielonobrązowym tle naniesione są czarne (ciemnobrązowe) kreseczki. Po części kamuflaż był oparty na 2 wojennych kamuflażach: Splittermuster i Sumpftarn.
Podobne kamuflaże pojawiły się również w innych państwach Układu Warszawskiego: m.in. Polsce (wz. 58 "deszczyk") i Czechosłowacji ("jehličí" vz. 60).